# 消防司監

消防司監の階級章

消防司監（しょうぼうしかん）は、日本の消防吏員の階級の一つ。上から2番目。消防総監の下、消防正監の上。

## 概要
消防司監の階級は、消防組織法第16条第2項及び消防吏員の階級の基準（昭和37年消防庁告示第6号）に基づき、上位に消防総監、下位に消防正監、消防監、消防司令長、消防司令、消防司令補、消防士長及び消防士と定められている。この階級は、1962年6月に新設されたものである。
この階級を有する者は、全国にいる消防吏員約16万人のうち約0.02%であり、2024年4月現在では、正確に32人である。その内訳は、東京消防庁の次長1人、理事1人（安全推進部長を兼務）及び部が9部あるうちの安全推進部を除く8部の部長が消防司監であるため、東京消防庁だけで計10人、政令指定都市が20市あるところ、その消防本部（消防局）の消防長（局長）が消防司監であるため計20人、地方自治法に基づく一部事務組合（広域消防組合）設立の消防本部で管轄人口が70万人を超えるものが2本部（奈良県広域消防組合（約88万人）、埼玉西部消防局（約78万人））あり、いずれも消防長が消防司監であるため計2人、合計32人となる。
なお、過去においては、政令指定都市の数が現在よりも少なかったうえ、東京消防庁においては次長も理事もおらず、総務部長のみが消防司監の階級にあった時期もあり、例えば1964年4月時点では政令指定都市が6市、東京消防庁の消防司監が1人のため、消防司監の人数は合計7人だった。

## 待遇
東京消防庁の次長・理事の給料は東京都指定職2号給（国指定職2号俸と同額の基本給月額763,000円）、年収は1500万円台である。
東京消防庁の各部の部長（理事が兼務する1人を除く8人）の年収は約1300万円である。
政令指定都市の消防局長の年収は、地域手当が16%の横浜市から、地域手当の支給がない熊本市まで、各市の給与条例に基づくため、一概に言えるものではないが、概ね1400万円前後～1000万円前後になると考えられる。

## 階級の基準
【出典】
- 東京消防庁の次長、部長
- 政令指定都市の消防長
- 人口70万人以上の市町村の消防長[23]